# 果根错
果根错（藏語：རྒོད་རྒན་མཚོ།，威利转写：rgod rgan mtsho，THL：Gögen Tso）位于中国西藏自治区那曲市尼玛县境内，地处尼玛县东部，嘎鄂布苏仁山西南麓。湖面海拔4659米，面积28.8平方公里。湖区气候干寒，年均气温-6～-4℃左右，年均降水量250毫米。湖水主要靠地表径流补给。集水区面积1299平方公里。